# كلية السلط للعلوم الإنسانية

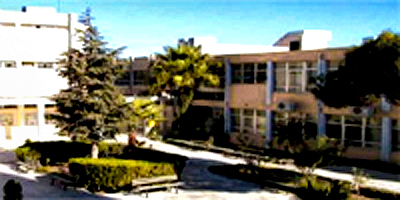

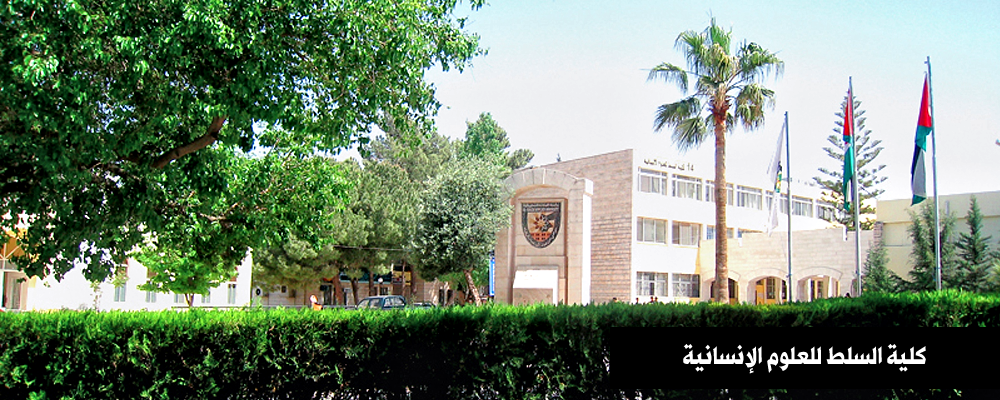

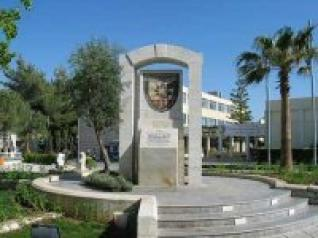

## نشأة الكلية
انشئت كلية السلط عام 1975 كمعهد للمعلمين حيث بدأت بتدريس التخصصات والبرامج التي تخدم العملية التعليمية كالعلوم والرياضيات واللغة العربية والشريعة واللغة الإنجليزية والتربية الرياضية والفنون الجميلة والاجتماعيات وغيرها.
وفي العام الدراسي 1980/1981 تحولت إلى كلية مجتمع متوسطه، حيث ادخلت تخصصات جديدة لتغطية حاجات سوق العمل مثل (الإنتاج النباتي / تصميم الازياء وتصنيع الملابس / التصميم الداخلي / مساعد الصيادلة / الهندسة المعمارية / المساحة).
في عام 1997 صدرت الإرادة الملكية السامية بإنشاء جامعة البلقاء التطبيقية ومقرها مدينة السلط فأصبحت ارض الكلية هي الموقع الدائم لمركز الجامعة وبذلك أصبحت الكلية تابعة للجامعة مع باقي الكليات الأخرى.
وفي عام 2006 تمت الموافقة للكلية على فتح تخصص تربية الطفل لمرحلة البكالوريوس وتحويل الكلية إلى كلية جامعية. ويوجد في الكلية (110) عضو هيئة تدريس و (49) عضو هيئة ادارية ويبلغ عدد الطلبة (460) لمرحلة الدبلوم و اما طلاب البكالوريوس فيبلغ العدد (1560) طالب وطالبة.
وفي العام الجامعي (2007/2008) تم فتح تخصص حساب الكميات والمواصفات وتخصص الهندسة المعمارية وتخصص التصميم الجرافيكي.
وفي العام الجامعي (2008/2009) تم فصل التخصصات الطبية عن قسم العلوم التطبيقية واستحداث قسم العلوم الطبية لمساندة وتخصصات طبية جديدة منها الصيدلة / سجلات طبية كما تم استحداث تخصص دبلوم القبالة للعام الجامعي 2010/2011 ومدة الدراسة فيه ثلاث سنوات وللأناث فقط.
ثم تم التوسع في طرح التخصصات على مستوى البكالوريوس حيث تم فتح تخصص اللغة العربية وتخصص اللغة الإنجليزية ومؤخرا تخصص القانون.
و تسعى الكلية في السير في إجراءات فتح تخصصات جديدة تخدم المجتمع المحلي على مستوى البكالوريوس مثل تكنولوجيا التعليم والصناعات الدوائية والإرشاد التربوي والمهني

## رؤية الكلية
أن تكون كلية السلط الجامعية صرحا علميا متميزا توفر التخصصات الأكاديمية التي تخدم حاجة المجتمع المحلي وتنفذ سياسات الجامعة الأم جامعة البلقاء التطبيقية وان تواكب التقدم العلمي والتكنولوجي في المنطقة والعالم

## أهداف الكلية
تسعى كلية السلط إلى تحقيق مجموعة من الأهداف:
فتح تخصصات جديدة تتفق مع حاجات سوق العمل من خلال التعاون مع أصحاب العمل
زيادة التعاون مع المجتمع المحلي من خلال طرح دورات تعليمية
تنمية أعضاء الهيئتين التدريسية والإدارية عن طريق ابتعاثهم وإشراكهم في دورات تدريبية
تجهيز الكلية بالمختبرات والتجهيزات اللازمة لتحقيق الاهداف التعليمية المنشودة
توفير خدمات طلابية تساهم في تحقيق الحياة الجامعية للطلبة
إيجاد مصادر تمويل لزيادة موازنة الكلية.

## مرافق الكلية
تضم الكلية المرافق التالية:
- مبنى الإدارة
- قاعات تدريس

كما تضم المختبرات والمشاغل التعليمية التالية
- مختبرات طبية
- مختبر اللغات
- مختبر الحاسوب (عددهم 4)
- مختبر الجرافيكي
- المرسم
- مختبر العلوم الحياتية.
- مختبر التمرض.

الرابط :
http://www.bau.edu.jo/bauar/colleges/salt/home.aspx